# Bressuire
Bressuire ist eine französische Gemeinde mit 19.860 Einwohnern (Stand 1. Januar 2022) im Département Deux-Sèvres in der Region Nouvelle-Aquitaine. Sie ist Bezirkshauptstadt (sous-préfecture) des gleichnamigen Arrondissements und Hauptort des gleichnamigen Kantons.

## Lage
Bressuire liegt etwa 80 Kilometer (Fahrtstrecke) nordwestlich von Poitiers und ca. 65 Kilometer südwestlich von Saumur. Das Stadtzentrum wird vom Fluss Dolo durchquert. In dieser Region kreuzten sich kulturelle Einflüsse aus dem südlich gelegenen Poitou mit denen des nördlich gelegenen Anjou, dessen Zentrum, Angers, etwa 80 Kilometer in nördlicher Richtung liegt.

## Bevölkerungsentwicklung
Die Stadt ist in den 1960er und 1970er Jahren mehrfach durch Eingemeindungen von ehemals selbständigen Gemeinden (Saint-Porchaire, Beaulieu-sous-Bressuire, Breuil-Chaussée, Chambroutet, Clazay, Noirlieu, Noirterre, Saint-Sauveur, Terves und Boismé) zur heutigen Größe herangewachsen; davor hatte sie etwa 6000 Einwohner. Boismé trat im Jahre 1983 wieder aus dem Gemeindeverbund aus.
| Jahr      | 1968   | 1975   | 1982   | 1990   | 1999   | 2010   |
| Einwohner | 13.804 | 16.101 | 18.423 | 17.827 | 17.797 | 18.615 |

## Wirtschaft
Seit 1866 ist die Stadt an das Eisenbahnnetz angeschlossen und erlebte von da an ein anhaltendes Bevölkerungswachstum; auch heute verkehren zwei Eisenbahnstrecken über Bressuire. Wichtiger für das Wirtschaftsleben von Bressuire sind mehrere kleinere Industriebetriebe (Konserven, Feinmechanik, Holzverarbeitung etc.), die in verschiedenen Gewerbezonen (zones industrielles) außerhalb der Stadt angesiedelt sind. Als Unterpräfektur des Départements Deux-Sèvres ist Bressuire ein wichtiges Verwaltungs- und Ausbildungszentrum.

## Geschichte
Die Gegend um Bressuire war wohl schon in keltischer bzw. gallorömischer Zeit besiedelt. Im Schriftlatein des Mittelalters hieß die Stadt Castrum Berzoriacum; während dieser Zeit stand die Ansiedlung in Abhängigkeit von den Vizegrafen von Thouars. Im Hundertjährigen Krieg stand sie zeitweise zwischen den Fronten der Engländer und Franzosen; in der Zeit der Hugenottenkriege wurde sie zerstört. Auch während des Vendée-Aufstandes in der Zeit der Französischen Revolution war sie umkämpft und wurde sowohl von den katholisch-royalistischen Truppen der Aufständischen als auch von republikanisch-revolutionären Einheiten eingenommen.

## Sehenswürdigkeiten

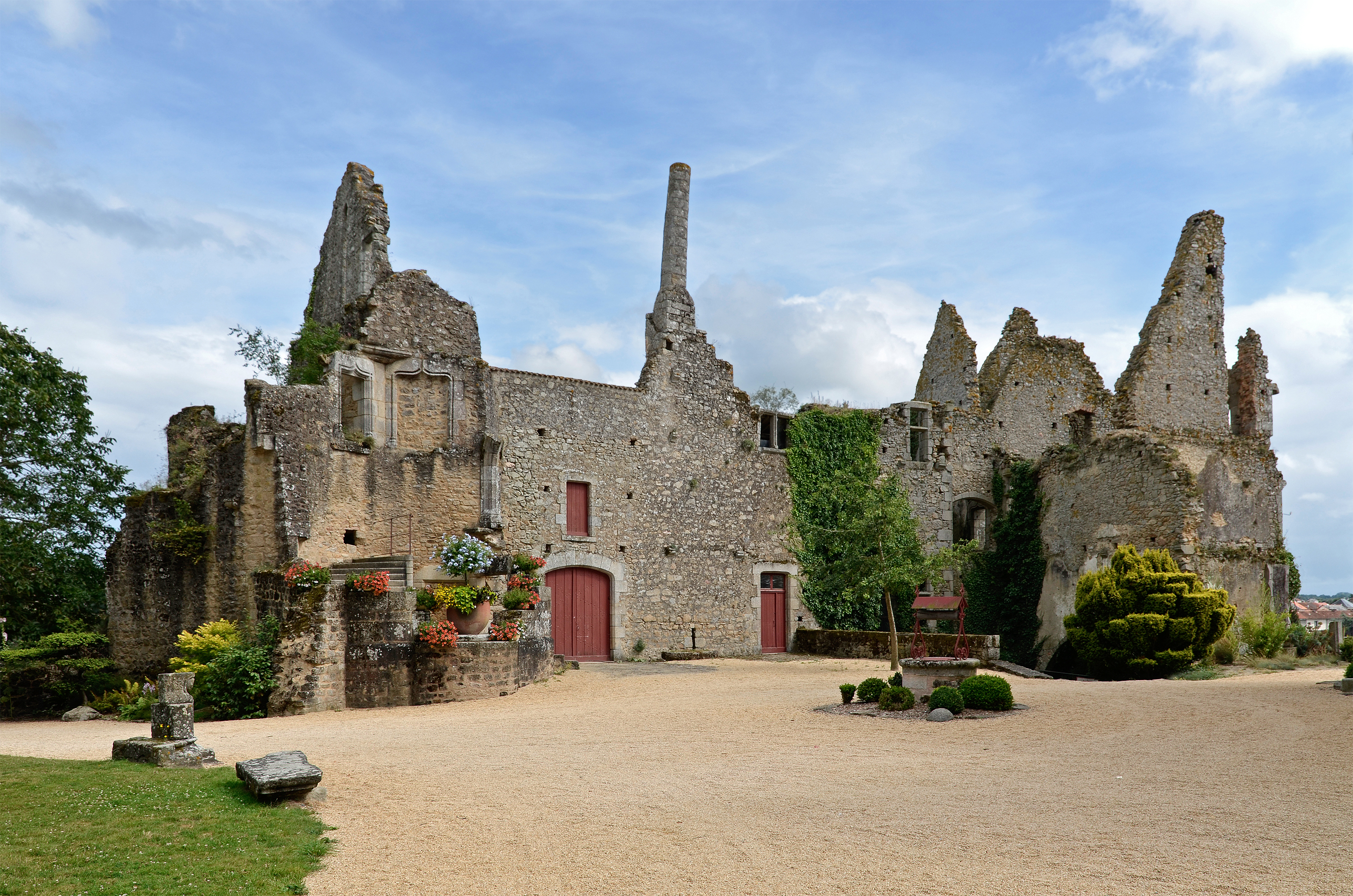
Ruine der Burg

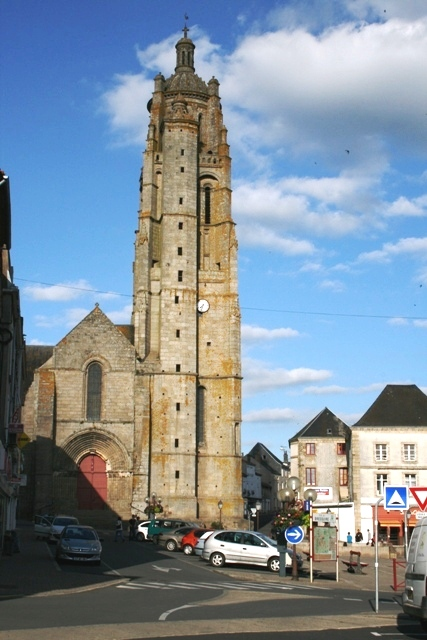
Kirche Notre-Dame

- Die Ruine der Burg (château) befindet sich auf einer felsigen Erhebung im Westen der Stadt. Eine Wehranlage ist erstmals im Jahre 1029 erwähnt. Der Bau der Burg und der riesigen Umfassungsmauer erfolgten Ende des 12. und in der ersten Hälfte des 13. Jahrhunderts; danach wurde sie allerdings noch mehrfach umgebaut und erweitert – Kielbögen und Rechteckfenster verweisen auf das 15. und 16. Jahrhundert. In der Revolutionszeit wurde sie in Brand gesetzt und weitgehend zerstört. Sie ist seit 1996 als Monument historique[1] registriert. Im 19. Jahrhundert wurde ein neuer Herrensitz im Stil des Historismus unmittelbar neben der alten Burgruine errichtet.
- Die Kirche Notre-Dame stammt in Teilen noch aus dem 12. Jahrhundert; der spätgotische, quadratische Chorbereich entstammt dem 15. Jahrhundert. Anfang des 16. Jahrhunderts wurde der gewaltige Turm angefügt, der schon vielfach mit dem Turm der – etwa gleichzeitig erbauten – Kathedrale Saint-Gatien in Tours verglichen worden ist; seinen oberen Abschluss bildet eine Kuppel mit einer Laterne. Die Kirche ist seit 1913 als Monument historique[2] anerkannt.
- Die einschiffige Chapelle Saint-Cyprien steht etwas abseits am Ufer des Dolo. Sie ist das älteste Bauwerk der Stadt und stammt noch vom Ende des 11. oder dem Anfang des 12. Jahrhunderts und ist – mitsamt der kleinen Krypta – seit 1937 als Monument historique[3] eingetragen. Der Bau dient heute ab und an zu kulturellen Zwecken (Konzerte, Kulturveranstaltungen etc.).
- Die Ruine der spätgotischen Chapelle du Petit Puy steht im Ortsteil Terves und ist seit 1941 als Monument historique[4] registriert.
- Das in Privatbesitz befindliche Château de Noirlieu aus dem 16./17. Jahrhundert steht im Ortsteil Noirlieu und ist seit 1995 ebenfalls als Monument historique[5] eingetragen.
- Das Erdgeschoss des städtischen Museums präsentiert Wechselausstellungen. Die permanente Ausstellung im Obergeschoss zeigt lokale und regionale Keramik etc.

## Persönlichkeiten
- Roger Lacolle (1898–1973), Radrennfahrer
- Max Ingrand (1908–1969), Glasmaler und Dekorateur
- Geneviève Cluny (* 1928), Schauspielerin
- Catherine Breillat (* 1948), Schriftstellerin, Filmemacherin, und Schauspielerin
- Patrick Rampillon (* 1955), Fußballspieler und -trainer
- Clémence Guetté (* 1991), Politikerin
- Hugo Hay (* 1998), Langstreckenläufer
- Sébastien Micheau (* 1998), Hochspringer

## Städtepartnerschaften
Bressuire listet acht Partnerstädte auf:
| Stadt       | Land                | seit |
| ----------- | ------------------- | ---- |
| Fraserburgh | Schottland, UK      | 1990 |
| Friedberg   | Bayern, Deutschland | 1992 |
| Hodac       | Rumänien            | 1990 |
| Kpalimé     | Togo                | 1991 |
| Leixlip     | Irland              | 1996 |
| Mequinenza  | Spanien             | 1982 |
| Parczew     | Polen               | 1998 |
| Rjasan      | Russland            | 1997 |